# حسین آفریده
حسین آفریده (زادهٔ ۱۳۳۳ خورشیدی در شیروان) نماینده مجلس شورای اسلامی در دوره ششم و هفتم بود.

## زندگی شخصی
حسین آفریده در سال ۱۳۳۳ خورشیدی در شهر شیروان  استان خراسان شمالی متولد شد. او دکتری فیزیک هسته‌ای از دانشگاه بیرمنگام انگلیس دارد. وی استاد فیزیک هسته‌ای دانشگاه امیرکبیر است.

## نمایندگی مجلس
آفریده در دوره ششم و هفتم مجلس نماینده شیروان و عضو کمیسیون انرژی مجلس و بعضاً رئیس یا نایب رئیس این کمیسیون بوده‌است.